# Єгіше
Єгіше ( вірм. Եղիշե , pronounced [jɛʁiˈʃɛ], 410 – 475 роки; англізований Eghishe або Ełišē, романізований Єлисей) — вірменський історик з часів пізньої античності. Він був автором історії, яка задокументувала успішне повстання вірмен у п'ятому столітті проти панування та релігії сасанідських персів.

## Біографія
Згідно з давніми та середньовічними джерелами, які дійшли до істориків, Єгіше був одним із молодших учнів Саака Партева та Месропа Маштоца, винахідника вірменського алфавіту. У 434 році його разом з кількома іншими студентами відправили до Олександрії для вивчення вільних мистецтв, грецької та сирійської мов. Повернувся до Вірменії у 441 році і вступив на військову службу, служивши солдатом або секретарем у Спарапета Вардана Маміконяна. Брав участь у війні за релігійну незалежність (449–451) проти перського короля Яздегерда II.
Після поразки в битві при Аварайрі відмовився від військового життя, став відлюдником і відійшов у гори на південь від озера Ван (у провінції Рштунік). У 464–465 роках священик на ім’я Давид Маміконян попросив його написати історію подій, які передували і після битви при Аварайрі. Після його смерті його останки були вилучені та доставлені до монастиря Сурб Аствацацин, розташованого вздовж берегової лінії озера Ван. Всі стародавні авторитети говорять про Єгіше як про вардапета (церковного лікаря).

## Ідентифікація
Починаючи з Бабгена Гулесеріана в 1909 році та отця Нерсеса Акініана, члена конгрегації Мхітаріан, у 1930-х роках, датування роботи Єгіше було поставлено під сумнів і просунулося на століття або два вперед. Один момент з їхньої аргументації ґрунтувався на припущенні, що вірменський переклад творів Філона, який використовує Єгіше, був зроблений лише приблизно в 600 році нашої ери. Проте переклад творів Філона відбувся в період раннього «еллінізації» Золотого віку вірменської літератури (V століття нашої ери). Вчені стверджують, що ні датування фази еллінізації, ні наявність еллінізованої лексики не обов’язково залежать від датування Єгіше. Крім того, між двома авторами немає словесних буквальних паралелей, оскільки Єгіше безпосередньо переклав твір Філона з його оригінальної грецької мови на вірменську.
Іншим аргументом на підтримку пізнішого датування було твердження, що, враховуючи паралелі, « сторія Вардану» Єгіше є просто адаптацією вірменського історика кінця V століття Газара Парпеці «Історія Вірменії». Газар, однак, безпристрасно й аналітично розповідає історію Вірменії від кінця четвертого століття до його власних часів, битва при Аварайрі є лише одним із багатьох епізодів у його роботі. Мета Єгіше, навпаки, полягала в тому, щоб увічнити «небесну доблесть» вірмен і «забезпечити втіху друзям, надію для тих, хто сподівається, і підбадьорення для хоробрих». На відміну від Газара, Єгіше вміє давати окремі назви фортець і демонструє досвідчене знання військової тактики, яку використовували вірмени та перси під час битви, вказуючи на те, що він «стояв ближче до подій».  Його розуміння звичаїв зороастризму та зурванітської доктрини також набагато детальніше й краще, ніж у Газара. Повна відмова Єгіше згадати Халкидонський собор , богословські висновки якого призвели до повного розриву відносин між Грецькою Православною та Вірменською Апостольськими Церквами після Двінського Собору 506 року, також змусило вчених відкинути пізнішу датування.

## Праці
Найвідомішим твором Єгіше є «Історія Вардану та вірменської війни» [написана] на прохання Давида Маміконяна, яку він називає «Хішатакаран» («Յիշատակարան», «Меморіал» або «Спогад», а не стандартна історія). У цьому він розповідає про боротьбу вірмен у союзі з іберами та кавказькими албанцями за спільну віру проти персів (449–451). Обидві сторони розглядали релігію як знак національної ідентичності; вірмени були сповнені рішучості зберегти християнство, тоді як перси намагалися змусити відновити зороастризм. За його власними словами, Єгіше написав твір «для того, щоб докорити свої гріхи, щоб кожен чув і знав, що можуть кинути на нього прокляття, а не пожадливість його вчинків». Твір вважається одним із шедеврів класичної вірменської літератури і майже повністю вільний від грецьких слів і виразів.
Є й ряд інших творів Єгіше. Є Заклик до ченців; На Преображення Господнє проповідь про Страсті Господні . «Запитання та відповіді про Буття», ймовірно, не є справжніми.

## Видання
Оригінального тексту твору Єгіше, як і всіх інших, написаних у цей період, не існує (всі вірменські рукописи, що збереглися на сьогодні, датуються Х століттям або пізніше). Найдавніший збережений рукопис його «Історії Вардана» датується 1174 роком.
Чудове його видання було опубліковано у Венеції в 1826 році мехітаристами Сан-Лаццаро. Один з рукописів, на якому він заснований, нібито є вірною копією іншого рукопису, датованого 616 роком. У наступних виданнях на тому самому місці (1828, 1838, 1859 і 1864 рр.) текст цього видання вдосконалювався. Серед інших видань цінності – Феодосії в Криму ( Україна ) 1861 р. та Єрусалимської 1865 р. Єгіше також є автором коментаря до Ісуса Навина і суддів, пояснення молитви «Отче наш», листа вірменським ченцям тощо, які можна знайти у венеціанських виданнях « Історії Вартану» . Знакове дослідження та критичне видання тексту підготував філолог Ерванд Тер-Мінасян у 1957 році.

## Переклади
На додаток до семи розділів, згаданих самим Єгіше у своїх вступних зауваженнях, наступні видання містять восьму розділ, в якому йдеться про так званих Леонтинських мучеників та інших. Справжність цієї глави була поставлена під сумнів. Також було зазначено, що в усіх рукописах відсутня п’ятий розділ, тоді як у виданнях оригінальний шостий розділ розрізаний на дві частини, щоб заповнити відсутній розділ.
Є французький переклад Ланглуа (1869) та італійський переклад Г. Каппеллетті (Венеція, 1840).
Існує скорочений переклад англійською мовою Ноймана, CF (1830) і нескорочений переклад Dickran H. Boyadjian (1952) і Robert W. Thomson (1982).